# De l'huile sur le feu
Pour plus de détails, voir Fiche technique et Distribution.
De l’huile sur le feu est une comédie française coécrite et réalisée par Nicolas Benamou, sortie en 2011.
Le film se déroule à Belleville, où deux restaurants se font face : le Berbère King de la famille Chouffry et l'Empire du dragon de la famille Zy. Tout allait bien, jusqu'à ce que Samir Chouffry accuse monsieur Zy d'avoir mangé son chien.

## Synopsis
Dans un quartier de Paris, deux restaurants se font face : le Berbère King de la famille Chouffry et L'Empire du Dragon de la famille Zy. Les bâtiments ainsi que la cour appartiennent à Mme Lavignasse, une retraitée qui tolère que les deux familles installent des tables dehors tant qu'il n'y a pas de problème entre elles.
Le film commence lorsque Oussama, le fils de Samir Chouffry, vient passer les vacances chez son père. Samir n'arrive pas à retrouver son chien, Bouboule et commence à se demander si Wong Zy n'y est pas pour quelque chose. Wong nie les faits prétextant qu'il doit préparer sa soirée du Nouvel An Chinois. En voyant que l'année sera celle du chien, Samir pense que Wong a kidnappé son chien pour le manger. La nuit venue, Samir tague la vitrine de l'Empire du Dragon mais retrouve son chien. N'arrivant pas à effacer l'inscription, Samir casse la vitrine pour faire croire à un cambriolage sans savoir que Wong l'a vu s'enfuir.
Le lendemain matin, la police arrive mais Samir n'est pas impliqué faute de preuves. Le livreur un peu simplet de Wong, Pierrick (Vincent Lacoste) qui aime secrètement Nadiya, la sœur de Samir, explique à son patron que ces voisins sont peut être des terroristes. Wong prend peur en voyant la famille Souffry et leur clients hurler sans savoir qu'ils regardent un match de l'Algérie. Le soir venu, Samir vient se faire pardonner en donnant un couscous à Wong que sa mère a cuisiné mais est obligé de mettre des vêtements bouffants à cause de la pluie. Le voyant ainsi attifé, Pierrick et Wong pensent qu'il vient faire exploser le restaurant. Une bagarre s'ensuit au cours de laquelle Wong est projeté à terre et Mme Lavignasse, furieuse, demande à la famille Chouffry de retirer leur tables de sa cour.
Samir demande alors à Nadiya de se rapprocher de Pierrick pour savoir comment les Zy font pour se faire bien voir de Mme Lavignasse. Pierrick lui explique qu'il s'occupe quotidiemment de la vieille dame et que son patron lui apporte des mets de son restaurant. Samir décide de faire de même et tombe nez à nez avec Wong dans l'appartement de Lavignasse. Elle décède quelques heures plus tard devant les deux restaurateurs d'une indigestion. Après l'enterrement, le notaire leur explique que faute d'héritier, il est à la recherche d'un dénommé Boulard que Mme Lavignasse a désigné comme son successeur. S'il ne le retrouvait pas, le bâtiment et les restaurants seraient vendus aux enchères. Pendant ce temps, Pierrick emmène Nadiya et lui explique que bébé, il fut retrouvé proche des poubelles d'un restaurant chinois et qu'il se définit comme tel depuis.
Wong décide de se venger des humiliations de Samir et profite de ce que ce dernier invite l'imam du quartier pour exécuter son plan. Wong intercepte le colis de viande halal et en change le contenu. Pendant que l'imam mange, Wong appelle le Berbère King pour dire que la viande n'est pas l'habituelle, mais du porc. Le pot aux roses est découvert et l'imam, part, furieux. Wong en profite pour décorer son restaurant pour sa fête du Nouvel An. Le soir, Stéphane, le fils de Wong qui s'entend bien avec Oussama, tente de joindre son ami par webcam sans y arriver mais oublie de débranchers sa caméra. De l'autre côté de la rue, Samir, par hasard, voit via la caméra que Mme Zy se déshabille. Avec Kamel, son frère, ils décident de prendre leur revanche.
Le lendemain soir, Wong est aux anges en voyant les nombreux clients venu faire la fête mais déchante vite en les voyant se déshabiller. Une fois tous chassés, Mme Zy montre alors la pub (sans savoir que Samir et Kamel l'ont modifiée) d'elle en sous-vêtements avec écrit "Soirée Libertine". Excédé de l'attitude de son mari, Mme Zy l'oblige à dormir dehors. Oussama se moque et Stéphane commence à se battre avec lui. A l'hôpital, les deux garçons expliquent leur histoire à une infirmière qui somme les Chouffry et les Wong de faire la paix. Les familles décident d'aller dans une pizzeria pour se réconcilier pendant que Nadiya rejoint Pierrick à l'Empire Du Dragon. Ce dernier lui explique que le notaire l'a appelé et qu'il est le "Boulard" qu'il cherchait et de fait, l'héritier de Mme Lavignasse. Au restaurant, Wong, alcoolisé, explique au Chouffry où se trouve les deux jeunes adultes et Kamel, persuadé que Pierrick s'apprête à embrasser sa sœur, court les retrouver.
Tout s'enchaîne très vite et Pierrick s'enferme dans une chambre des Zy en comprenant que Nadiya l'a berné. Une détonation retentit et Samir voit Wong, toujours soûl, défoncer la vitrine du Berbère King avec sa camionnette. Bientôt, les deux restaurants ainsi que les immeubles deviennent un champ de bataille entre les deux familles jusqu'à ce qu'un incendie éclate. Pierrick est bloqué par les flammes et les deux famille s'unissent pour le sauver. La police arrive et embarque les chefs de famille ainsi que Pierrick. Dans la fourgonnette, Pierrick leur explique qu'il est devenu leur nouveau propriétaire et Samir et Zy commencent à le frapper pour qu'il remette les restaurants en état.
Stéphane demande alors à Oussama s'il reviendra aux prochaines vacances ce à quoi le garçon lui répond que oui.

## Fiche technique
- Titre : De l’huile sur le feu
- Réalisation : Nicolas Benamou
- Scénario : Nicolas Benamou, Jérôme Borenstein, Romain Levy, Mathieu Oullion et Cécile Sellam
- Décors : Jérémy Streliski
- Costumes : Isabelle Bardot
- Photographie : Julien Meurice
- Son : Jean-Luc Audy
- Montage : Carlo Rizzo
- Musique : Clément Tery
- Production : Christophe Cervoni, Éric Juherian et Mathias Rubin ; Romain Levy (producteur associé)
- Société de production: Récifilms et Axel Films ; TF1 Droits Audiovisuels et UGC Images (coproductions) ; Cinémage 5 (association)
- Société de distribution : UGC Distribution
- Pays d’origine :  France
- Langue originale : français
- Format : couleur - 1,85 : 1
- Genre : comédie
- Durée : 96 minutes
- Box-office France : 22 580 entrées
- Date de sortie :
  - France : 14 décembre 2011

## Distribution
- Nader Boussandel : Samir Chouffry
- Vincent Lacoste : Pierrick
- Alice Belaïdi : Nadiya Chouffry
- Tien Shue : Wong Zy
- Azeddine Benamara : Kamel Chouffry
- Fatsah Bouyahmed : Hicham
- Bun Hay Mean : Tony
- Emir Seghir : Oussama Chouffry
- Paul Sheng : Stéphane Zy
- Li Heling : Feng Popo Zy
- Saïda Bekkouche : Hayet Chouffry
- Yubai Zhang : Ting Ting
- Claude Gensac : Mme Lavignasse
- Julie Ferrier : La fliquette
- Vincent Desagnat : Dragueur Nouvel An chinois
- Ary Abittan : Serveur pizzeria
- Patrick Haudecoeur : Le client aveugle
- Jérôme Le Banner : Le flic
- Big John : Abdelkrim
- Youssef Hamid : L'imam
- Francis Kuntz : Le notaire
- Michaël Youn : Policier 2
- Jérôme Commandeur : Policier 1
- Franck Gastambide : Supporter 1
- Medi Sadoun : Supporter 2
- Jib Pocthier : Supporter 3
- Bruno Andrieux : Client Nouvel An slip
- Sandrine Mansel : Cliente Nouvel An exhib
- Corinne Meinier : Cliente Nouvel An chaude
- Agnès Akopian : Cliente Nouvel An sœur
- Jean-Louis Barcelona : Homme SM Nouvel an chinois
- Claudia Tagbo : L'infirmière
- Dominique Macaire : Le prêtre
- Adou Khan : Livreur de viande
- Abla Ayadi : Mère Oussama
- Alain Cribier : Ancien combattant 1
- Henri Zajtman : Ancien combattant 2
- Roger Benita : Ancien combattant 3
- Pierre Estorges : Enfant de chœur
- Tristan Zerbib : Toxicomane
- Romain Chesnel : Spectateur cinéma
- Terry Nimajimbe : Badaud
- Maddouri Wahid : Badaud
- Frédéric Hermane : Clochard
- Niskhan Hambunroong : Joueur tambour chinois
- Lim-Vannak Nem : Joueur tambour chinois
- Jean-Pierre Cormarie : Client nouvel an chinois
- Messaoud Djvalnit : Client nouvel an chinois
- Philippe Procot : Client nouvel an chinois
- Diane Montcharmont : Cliente nouvel an chinois
- Mathieu Barbet : Client terrasse
- Caroline Laurent : Voix KP